# Ludwig Emil Grimm

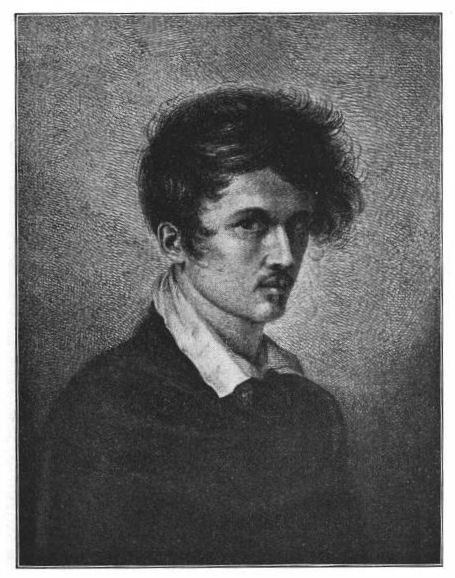
Selbstbildnis (1813)

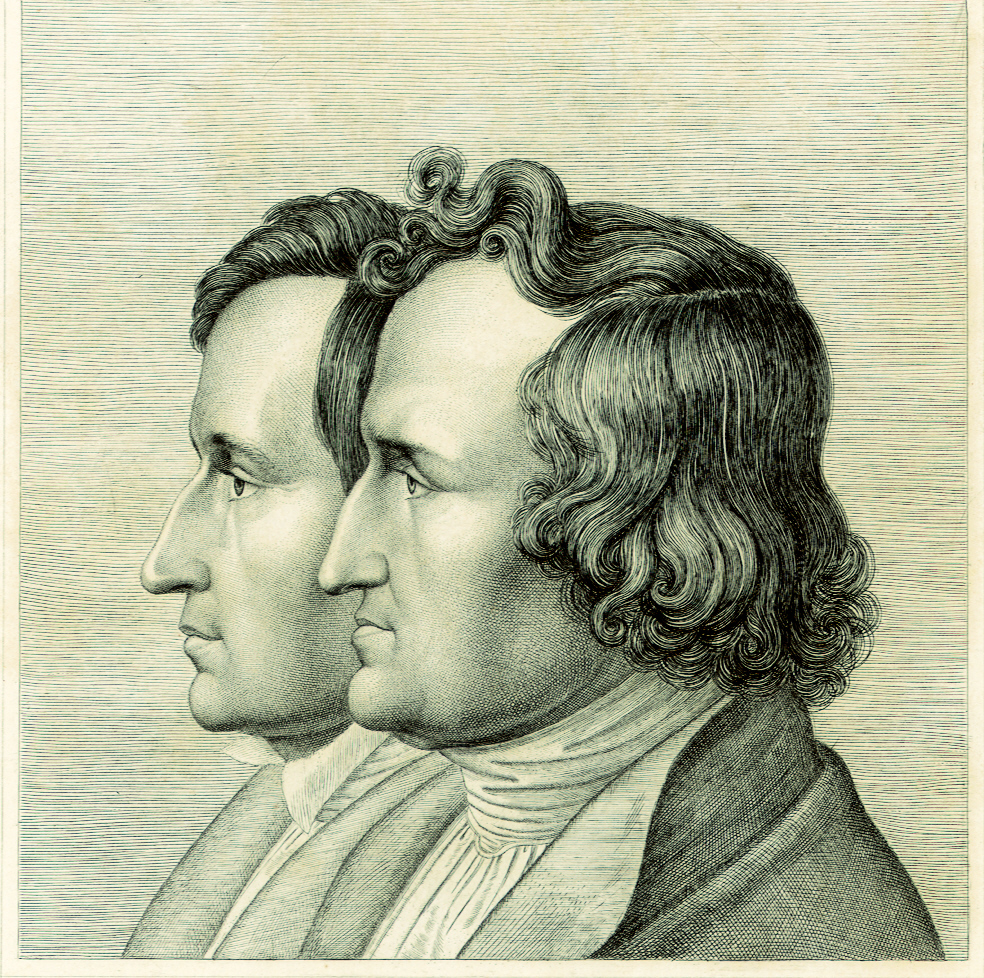
Doppelporträt Brüder Grimm (1843)

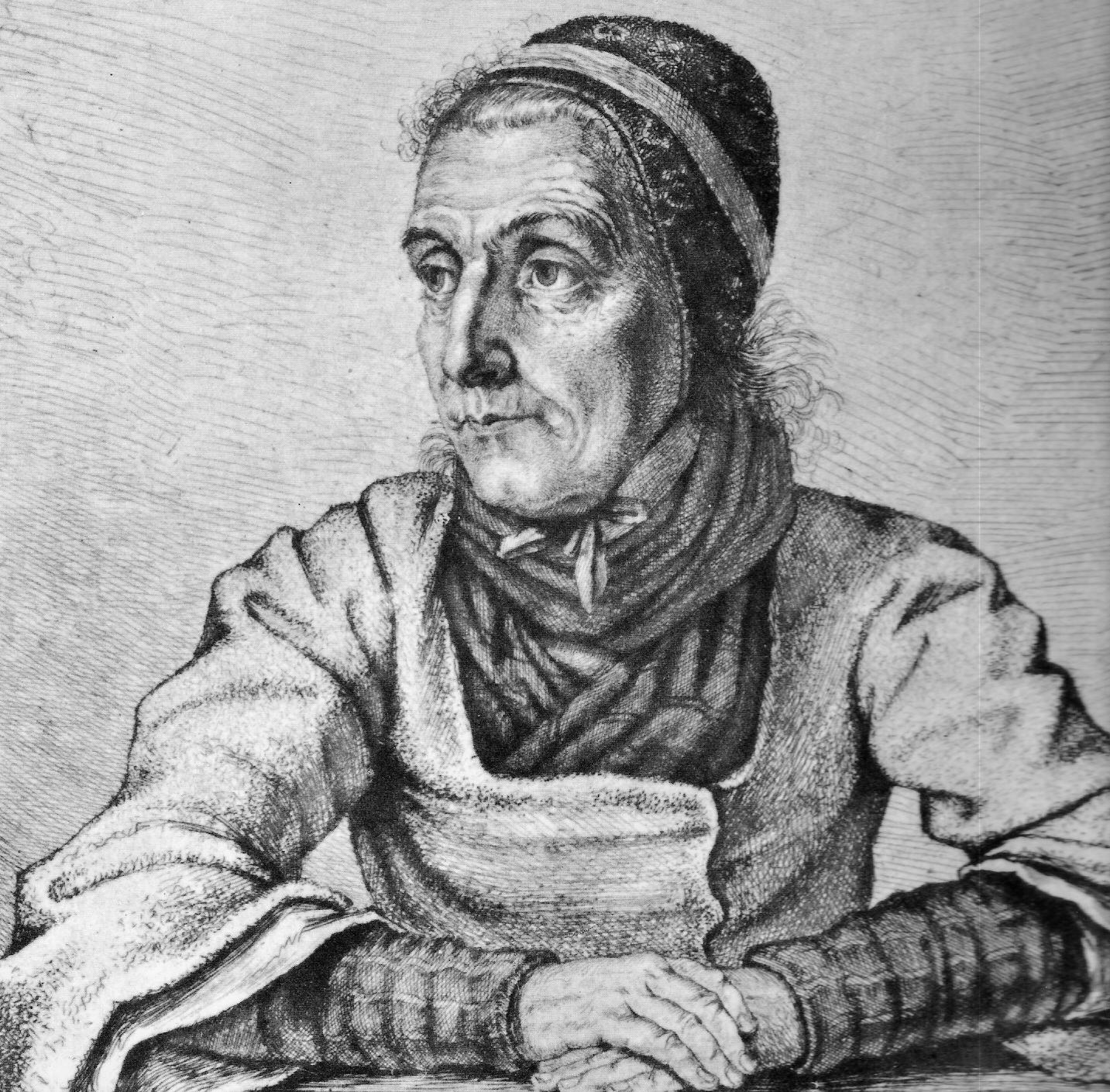
Dorothea Viehmann (1819)

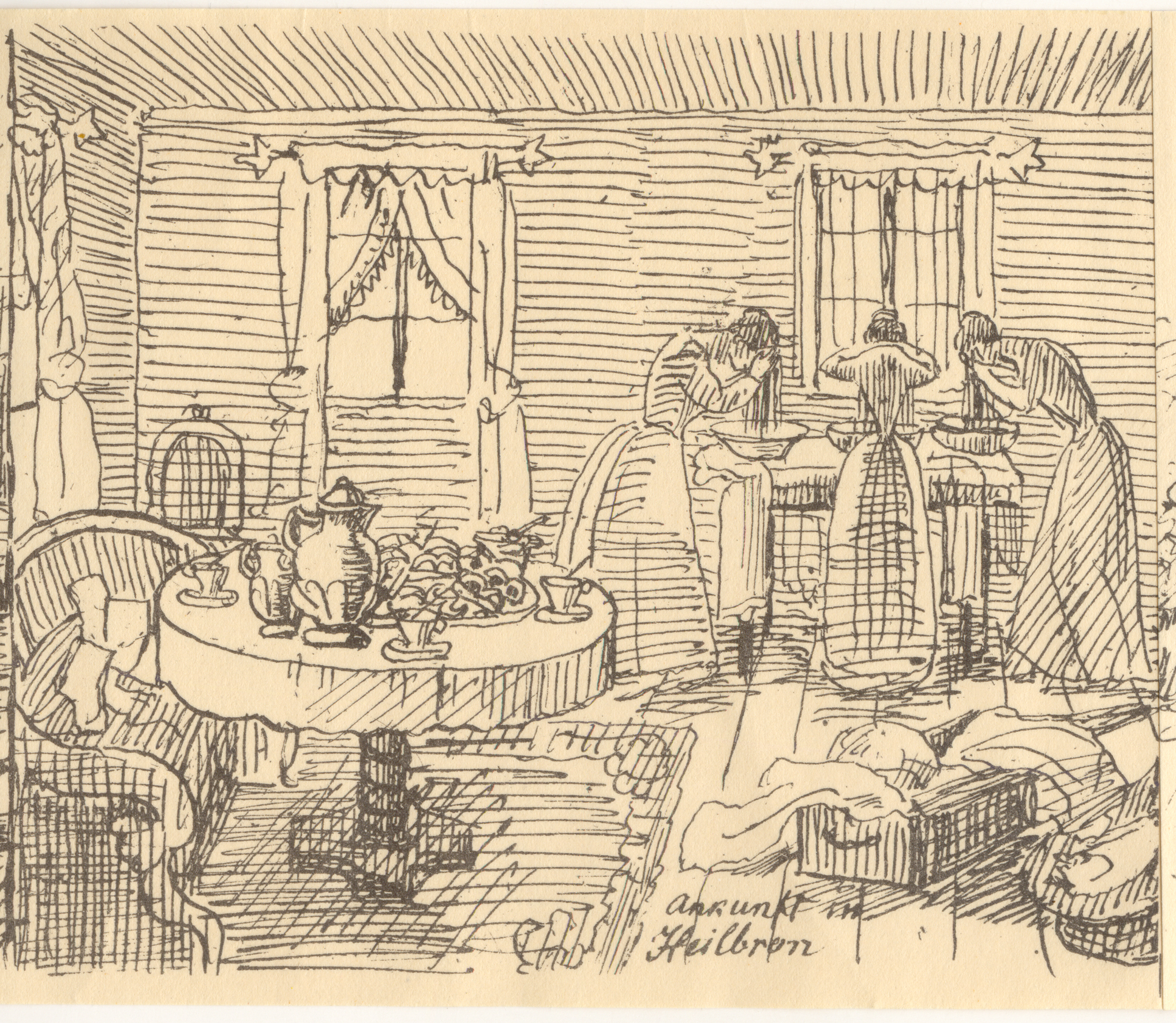
Ankunft in Heilbronn

Ludwig Emil Grimm (* 14. März 1790 in Hanau; † 4. April 1863 in Kassel) war ein deutscher Maler, Radierer und Kupferstecher. Er war der jüngste Bruder von  Ferdinand Philipp, Jacob und Wilhelm Grimm.

## Leben

### Kindheit und Ausbildung
Als Kind begeisterte sich Ludwig Emil Grimm schon früh für die Natur und schreibt in den von Stoll 1911 herausgegebenen Erinnerungen aus meinem Leben: „Das war eine wunderschöne Zeit, wie wir so in der Waldeinsamkeit herumschwärmten, wo es so einsam und still war!“ 1803 bis 1805 besuchte Grimm das Lyceum Fridericianum in Kassel, anschließend studierte er an der Akademie in Kassel bei Johann Gottlieb Kobold und wechselte schließlich zu Andreas Range. Zusätzlich erhielt er Privatunterricht im Zeichnen bei Galerieinspektor Ernst Friedrich Ferdinand Robert.
1807 machte er Bekanntschaft mit Clemens Brentano und Bettina von Arnim, Friedrich Carl von Savigny, Achim von Arnim und Werner Henschel. Ab 1808 führte Grimm gelegentliche Auftragsarbeiten für Clemens Brentano und Achim von Arnim aus. (Titelbild und Illustrationen für Bd. III Des Knaben Wunderhorn; Kinderlieder, Zeitung für Einsiedler; Goldfaden). 1808 folgte ein mehrmonatiger Aufenthalt in Heidelberg bei Clemens Brentano und Achim von Arnim. In Heidelberg machte er Bekanntschaft mit Joseph Görres. Im gleichen Jahr wohnte Grimm in Landshut bei Brentanos Schwager Carl von Savigny.
Nach einer kurzen Unterrichtszeit in Heidelberg bei Professor Weise, in der er nach eigenen Aussagen nur wenig lernte, kam er um 1808 nach München zum Kupferstecher Carl Ernst Christoph Hess, „unter dessen Leitung er bald mit der Radiernadel und später auch mit dem Grabstichel Tüchtiges leistete; doch zog er später die Radiernadel vor und verband nur da, wo es Kraft und Harmonie erforderten, mit der erstern die kalte Nadel“.
1809 bis 1814 studierte Ludwig Emil Grimm an der neugegründeten Kunstakademie München. Das Studium wurde durch Jacob Grimm, Wilhelm Grimm, Clemens Brentano und Friedrich Carl von Savigny finanziert. Grimm spezialisierte sich auf Radierungen mit z. T. eigenständigen technischen Erfindungen. Gleichzeitig studierte er Malerei in der Klasse von Andreas Seidl. Dennoch erlernte er weitgehend autodidaktisch die Technik der Malerei, die sein eigentlicher Berufswunsch war. Ein radiertes Porträt Bettina Brentanos von 1809 fand bei Johann Wolfgang Goethe große Anerkennung. 1810 reiste Grimm mit Friedrich Carl von Savigny nach Salzburg, Berchtesgaden und an den Chiemsee. 1812 reiste er erneut nach Süddeutschland.

### Frankreichfeldzug und Kurfürstliches Stipendium

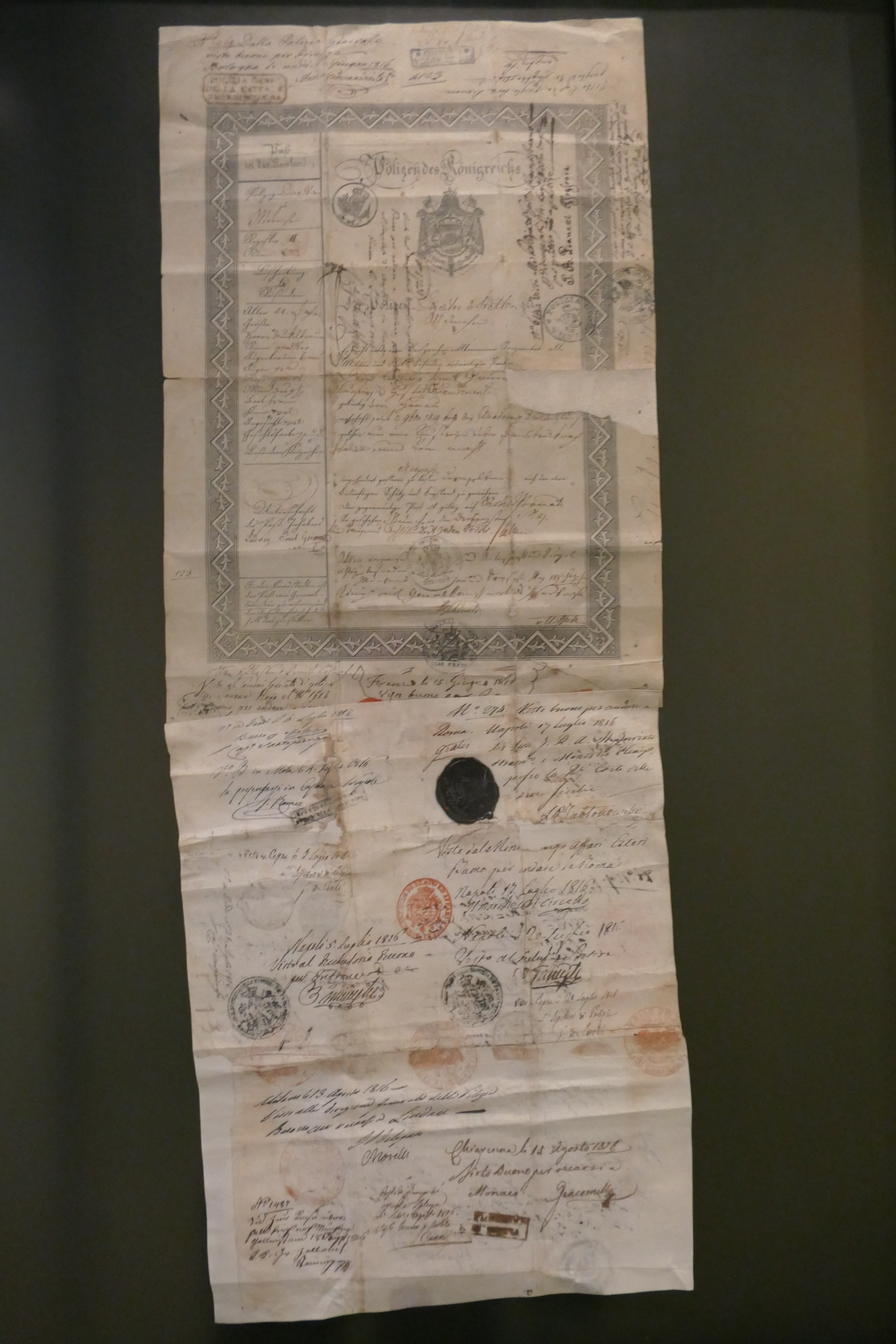
Reisepass Ludwig Emil Grimms für seine Italienreise, ausgestellt in der Grimmwelt Kassel

1814 bis 1815 nahm er am Frankreichfeldzug als Leutnant im 3. hessischen Landwehrregiment teil. 1815 erhielt er ein Stipendium vom hessischen Kurfürsten Wilhelm I. in Höhe von 150 Talern und von dessen Frau, Kurfürstin Wilhelmine Caroline in Höhe von 600 Talern für ein fortführendes Studium in München. Am 5. November 1815 begegnete er Johann Wolfgang Goethe in Frankfurt am Main. Goethe lobte Grimms Skizzenbücher und Zeichnungen. Grimm begab sich im gleichen Jahr auf eine Rheinreise. Er begegnete in Koblenz erneut Joseph Görres und besuchte in Heidelberg die Kunstsammlung Boisserée. Anschließend kehrte er nach München zurück und nahm sein Studium wieder auf. Die erste Radierfolge erschien bei Artaria in Mannheim. Im März 1816 machte er Bekanntschaft mit Carl Philipp Fohr und Ludwig Sigismund Ruhl. Anschließend begab er sich zu einer beinahe dreimonatig dauernden Italienreise begleitet von Georg Brentano und Christian Erdmann Gottlieb Prestel. In Rom hielt er sich von Mitte Juni bis Ende Juli 1816 auf. Dort entstand sein Porträt des Malers Friedrich Müller. In Italien begegnete er außerdem Peter von Cornelius, Friedrich Overbeck, Joseph Anton Koch, Bertel Thorvaldsen, Samuel Rösel u. a. Es entstanden während seiner Italienreise über fünfzig Reiseskizzen, die auch radiert wurden. Grimm trat seine Rückreise über die Schweiz an. Er kehrte nach München zurück und lebte dort bis zum September 1817. Grimm zog 1817 nach Kassel. Im September 1817 besuchte Grimm die Familien von Haxthausen in Bökendorf und Graf Bocholtz-Asseburg auf der Hinnenburg bei Brakel. Zwischen 1821 und 1827 folgten bei Haxthausen und Bocholtz-Asseburg weitere Besuche. Mit Gerhardt Wilhelm von Reutern gründete er 1825 die Willingshäuser Malerkolonie in Willingshausen. 1828 nahm Grimm am Dürerfest in Nürnberg teil, während er sich vom 5. April bis zum 22. April in der Stadt aufhielt. Die Feierlichkeiten zum 300. Todestag Dürers dokumentierte er auch durch eine Radierung, der 'Morgenfeier an Dürers Grab' und eine Beschreibung in seinen Lebenserinnerungen.

### Professor und Lehrer an der Akademie der Bildenden Künste
1832 erhielt er die langersehnte Anstellung als Professor und Lehrer der historischen Malklasse an der Akademie der Bildenden Künste in Kassel. 1835 war Grimm Mitbegründer des Kunstvereins für Kurhessen in Kassel. 1837 reiste Grimm nach München und begegnete Heinrich Maria von Hess, Moritz von Schwind, Friedrich Olivier und Julius Schnorr von Carolsfeld. 1843 ging Grimm nach Berlin zu seinen Brüdern Jacob und Wilhelm Grimm. In Berlin begegnete er Bettina von Arnim, Peter von Cornelius, Friedrich Carl von Savigny, Christian Daniel Rauch, Karl Herman, Carl Joseph Begas und Adolph von Menzel. Seine Weiterreise führte ihn nach Dresden und Teplitz. 1850 führte ihn wiederum eine Reise nach Süddeutschland. Er fertigte über diese Süddeutschlandreise einen Reisebericht mit Zeichnungen auf einer ca. neun Meter langen Bildrolle an. 1851 besuchte er Berlin und 1852 Hannover und wiederum Berlin.

### Privates

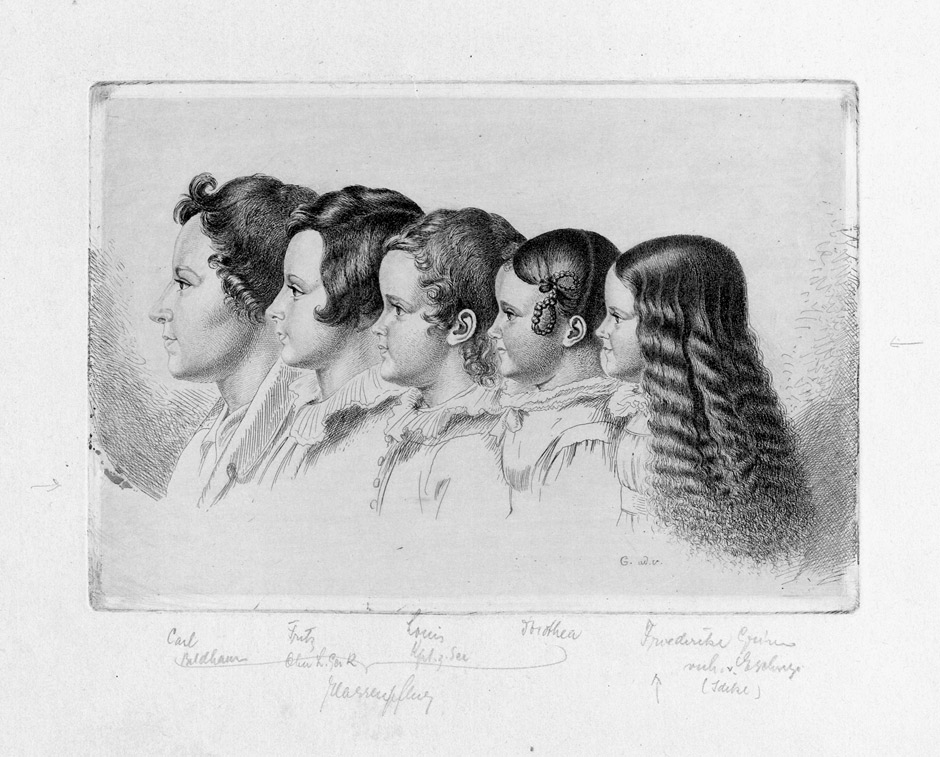
Ludwig Grimms Tochter Friederike (Ideken) ganz rechts

1829 verlobte sich Ludwig Emil Grimm mit der 26-jährigen Marie Böttner, der Tochter des Akademieprofessors Wilhelm Böttner, die er 1832 heiratete. Ein Jahr darauf kam seine Tochter Friederike, auch „Ideken“ genannt, zur Welt. Er lebte bis 1832 als freier Künstler in Kassel. Nachdem Marie 1842 verstorben war, heiratete er 1844 die Tochter des Theologen und Generalsuperintendenten Christoph Friedrich Wilhelm Ernst, Friederike.

### Die letzten Jahre in Kassel

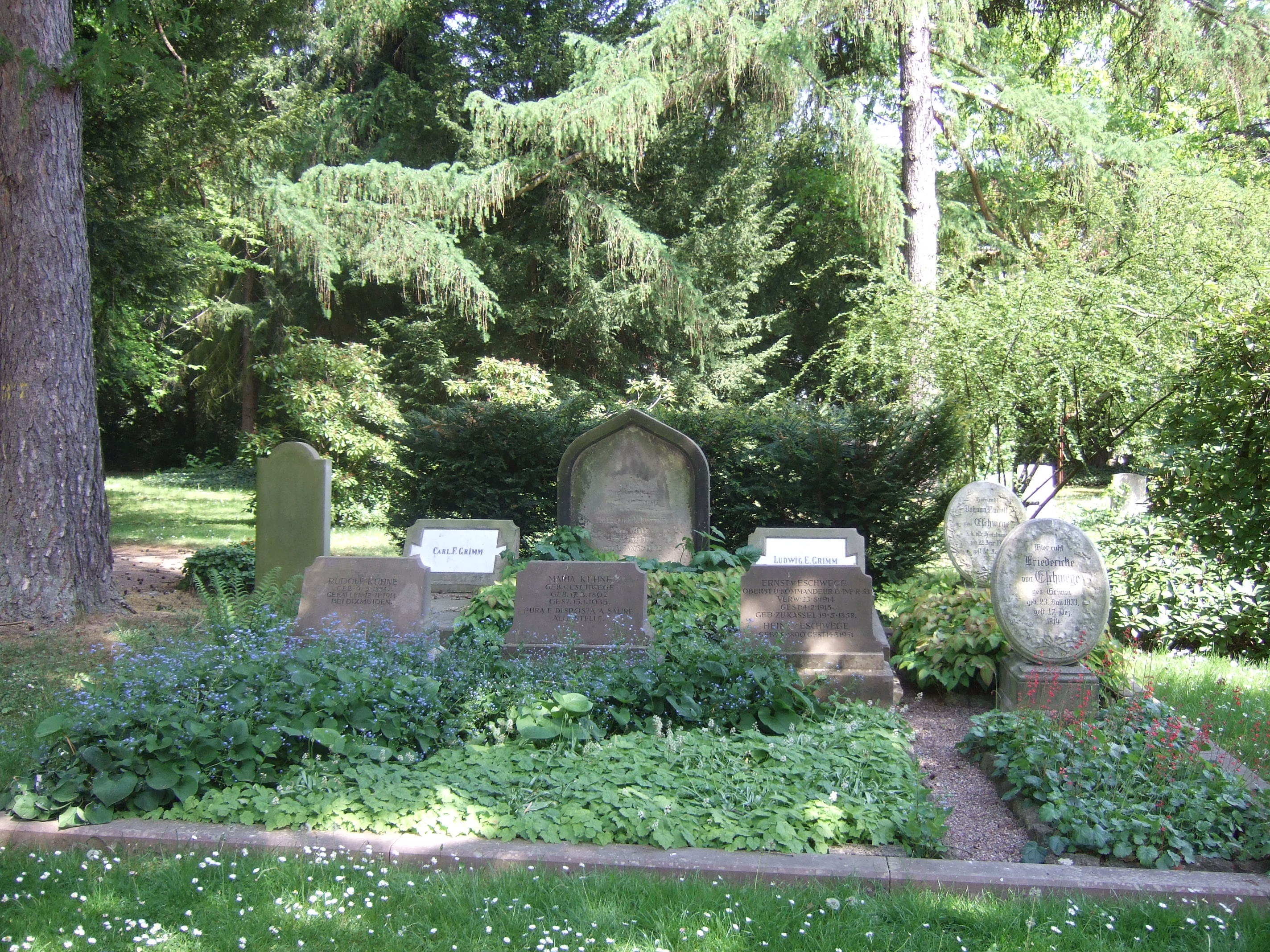
Ehrengrab auf dem Hauptfriedhof in Kassel

Seine letzten Arbeiten begann Ludwig Emil Grimm 1860, bis ihm gesundheitliche Probleme das Zeichnen und Karikieren unmöglich machten. Am 4. April 1863 verstarb er an den Folgen einer Lungenentzündung.

## Grafisches Werk

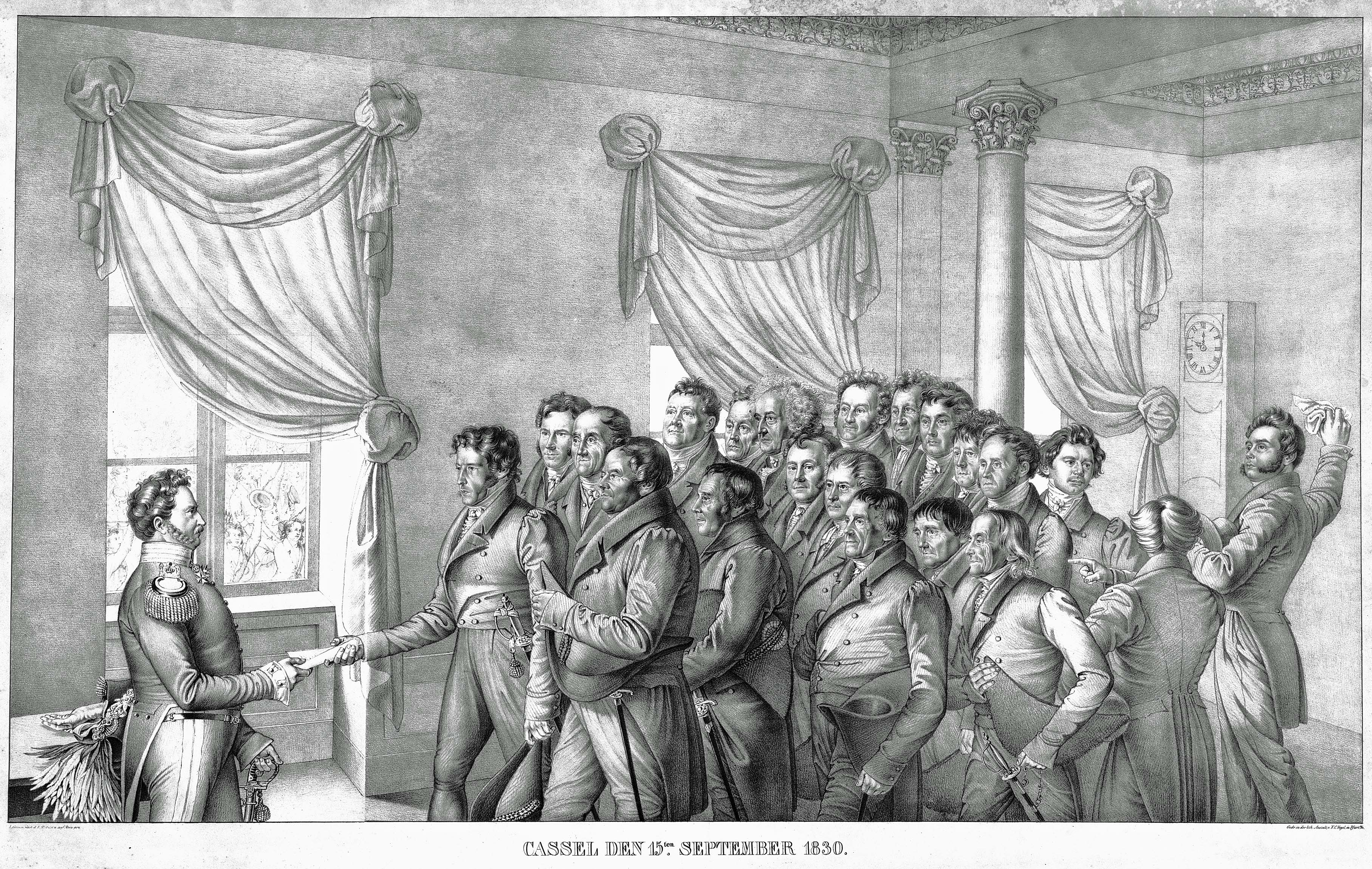
Grimms Verfassungsbild von 1831

Grimm gehört er zu den bedeutendsten deutschen Zeichnern und Radierern des 19. Jahrhunderts. Seine künstlerische Tätigkeit bestand zunächst hauptsächlich im Zeichnen, Radieren und im Kopieren von Gemälden aus der Hofgalerie. Später radierte Grimm eigene Kompositionen, Landschaften, Tiere, am liebsten Bildnisse. Seine Behandlung der Nadel ist frei, die Gegenstände sind durchgehends rein, zierlich und zuweilen bis zur Vollendung ausgeführt. 1818 brachte er im Selbstverlag eine Mappe mit dem Titel „Radierte Blätter nach der Natur“ heraus, die zum größten Teil Radierungen von seiner Italienreise beinhaltete. Dank der Beziehungen seiner Brüder zu den akademischen Kreisen in Göttingen schuf der jüngste Grimm 1823 die erste Serie von Auftragsporträts von Gelehrten, Professoren und Doktoren; bereits 1826 folgte die zweite. Herman Grimm sieht in diesen Werken den Anstoß zu weiteren Aufträgen dieser Art. So porträtierte Ludwig später auch den Dichter Heinrich Heine und den Violinvirtuosen Niccolò Paganini.
Bekannt sind vor allem die Porträts seiner Brüder Wilhelm Grimm und Jacob Grimm sowie die Zeichnung der „Märchenfrau“ Dorothea Viehmann aus dem Jahre 1814, von der er 1819 auch eine Radierung anfertigte, die auf dem Einband der zweiten Auflage der Kinder- und Hausmärchen veröffentlicht wurde. Mehrere erhaltene Studien lassen die Entwicklung von der Zeichnung zur fertigen Radierung erkennen. In dieser Auflage erschien auch sein erstes Bild zu einem Märchen der Grimms, das Titelkupfer zu Brüderchen und Schwesterchen. Somit hatte der junge Grimmbruder maßgeblichen Anteil an der Ausgestaltung der „Kinder- und Hausmärchen“, die noch heute zu den beliebtesten und meistgelesenen Büchern weltweit gezählt werden. Im Jahr 1831 veröffentlichte Grimm bei Friedrich Carl Vogel sein Verfassungsbild.
Nach der Anstellung an der Akademie zu Kassel verlief Grimms künstlerisches Leben eher ruhig und er arbeitete hauptsächlich an der Verfeinerung seiner Technik. Eine Sammlung radierter Blätter, enthaltend historische Darstellungen, Genrebilder, Köpfe, Bildnisse und Landschaften, gab er 1840 mit dem Titelblatt: Die Märchenerzählerin heraus. Auf einer Reise 1850 nach Steinau an der Straße und Nürnberg, auf der er von seiner Familie begleitet wurde, entstand eine Mappe von 83 Federzeichnungen als Reisetagebuch. 1854 folgten noch dreißig Blätter als Supplement der Radierungssammlung von 1840. 2017 wurden Radierungen von Ludwig Emil Grimm während der „documenta 14“ in der Kasseler Neuen Galerie ausgestellt.

## Malerisches Werk
Ludwig Emil Grimms Œuvre besteht aus etwa sechzig Öl-Gemälden. Das Öl-Porträt von Meline von Guaita fand große Anerkennung. 1821 stellte er das Gemälde Heilige Familie und 1825 das Gemälde Maria mit schlafendem Kind und Heiligen fertig. 1841 malte er Die Mohrentaufe. Das Gemälde wurde auf der „documenta 14“ ausgestellt. Grimm schuf Historienbilder mit christlichen Themen, wie Madonnen-Darstellungen, Szenen aus Heiligenlegenden und historischen Darstellungen. Bekannt ist das Gemälde Madonna in einer Landschaft mit St. Joseph, St. Georg und St. Augustin, das er nach einer Italienreise malte. In den Künstler-Porträts finden sich Einflüsse der Romantiker; in anderen Werken jedoch auch die Beeinflussung der mit ihm befreundeten Nazarener und deren Rückbesinnung auf Raffael und Dürer. Das umfangreiche und vielseitige Werk lässt sich somit von realistisch bis zuweilen mit idealisierenden und romantischen Zügen umschreiben. Es treten aber auch typische Elemente des Biedermeier, sowohl inhaltlich als auch kompositorisch, auf.

## Schüler
- Eduard Handwerck

## Nachfahrenliste der Familie Grimm
Heinrich Grimm (* 12. Dezember 1637 in Bergen-Enkheim; † 11. September 1713 in Dörnigheim) ⚭ 2. Juni 1670 Juliane Marie Pezenius (* 2. Juli 1653 in Dillenburg; † 8. Februar 1692 in Hanau)
1. Friedrich Grimm (der Ältere) (* 16. Oktober 1672 in Hanau; † 4. April 1748 in Hanau) ⚭ II. 27. Oktober 1701 Kunigunde Juliane Hake (* 6. August 1676 in Rotenburg an der Fulda; † 8. Dezember 1726 in Hanau)
  1. Friedrich Grimm (der Jüngere) (* 11. März 1707; † 20. März 1777) ⚭ 6. Oktober 1734 Christine Elisabeth Heilmann (* 22. Oktober 1715 in Birstein; † 17. Februar 1754)
    1. Juliane Charlotte Friederike Grimm (* 3. August 1735; † 18. Dezember 1796 in Hanau) ⚭ Jacob Ludwig Schlemmer († 19. April 1785 in Hanau)
    2. Philipp Wilhelm Grimm (* 9. September 1751; † 10. Januar 1796) ⚭ 23. März 1783 Dorothea Zimmer (* 20. November 1755 in Kassel; † 27. Mai 1808 in Kassel)
      1. Friedrich Hermann Georg Grimm (* 12. Dezember 1783 in Hanau; † 16. März 1784 in Hanau)
      2. Jacob Ludwig Carl Grimm (* 4. Januar 1785 in Hanau; † 20. September 1863 in Berlin)
      3. Wilhelm Carl Grimm (* 24. Februar 1786 in Hanau; † 16. Dezember 1859 in Berlin) ⚭ 15. Mai 1825 Henriette Dorothea (Dortchen) Wild (* 23. Mai 1793 in Kassel; † 22. August 1867 in Eisenach)
        1. Jacob Grimm (* 3. April 1826; † 15. Dezember 1826)
        2. Herman Friedrich Grimm (* 6. Januar 1828; † 16. Juni 1901) ⚭ 25. Oktober 1859 Gisela von Arnim (* 30. August 1827; † 4. April 1889)
        3. Rudolf Georg Ludwig Grimm (* 31. März 1830; † 13. November 1889)
        4. Auguste Luise Pauline Marie Grimm (* 21. August 1832; † 9. Februar 1919)

      4. Carl Friedrich Grimm (* 24. April 1787 in Hanau; † 25. Mai 1852 in Kassel)
      5. Ferdinand Philipp Grimm (* 18. Dezember 1788 in Hanau; † 6. Januar 1845 in Wolfenbüttel)
      6. Ludwig Emil Grimm (* 14. März 1790 in Hanau; † 4. April 1863 in Kassel)
        1. ⚭ 20. Mai 1832 Marie Böttner (* 9. August 1803; † 15. August 1842)
          1. Friederike (Ideke) Lotte Amalia Maria Grimm (* 23. Juli 1833; † 17. Dezember 1914) ⚭ 19. August 1854 Rudolf von Eschwege (* 22. Januar 1821; † 24. November 1875)

        2. ⚭ 14. April 1845 Friederike Ernst (* 24. Dezember 1806; † 2. April 1894)

      7. Friedrich Grimm (* 15. Juni 1791 in Steinau; † 20. August 1792 in Steinau)
      8. Charlotte Amalie Grimm (Lotte) (* 10. Mai 1793 in Steinau; † 15. Juni 1833 in Kassel) ⚭ 2. Juli 1822 Hans Daniel Ludwig Friedrich Hassenpflug (* 26. Februar 1794 in Hanau; † 10. Oktober 1862 in Marburg)
        1. Karl Hassenpflug (* 5. Januar 1824; † 18. Februar 1890), Bildhauer, verheiratet, kinderlos
        2. Agnes (* 11. Dezember 1825; † 29. Oktober 1829)
        3. Friedrich (* 10. September 1827; † 23. Januar 1892 in Breslau). Oberlandesgerichtsrat in Breslau, verheiratet mit Anna Volmar, Tochter eines Ministerkollegen seines Vaters
        4. Bertha (* 27. April 1829; † 9. Juni 1830)
        5. Ludwig (Luis) (* 1. Dezember 1831; † 11. Oktober 1878 auf Malta), Offizier der Österreichischen Kriegsmarine, verheiratet, kinderlos
        6. Dorothea (* 23. Mai 1833; † 24. Januar 1898 in München)

      9. Georg Eduard Grimm (* 26. Juli 1794 in Steinau; † 19. April 1795 in Steinau)

    3. Neun weitere Kinder

  2. Sechs weitere Kinder

## Ludwig-Emil-Grimm-Preis
2012, zum 222ten Geburtstag, vergab die Stadt Hanau erstmals den Ludwig Emil Grimm-Preis für Bildende Kunst an Hans Traxler (* 1929), Zeichner, Journalist und Schriftsteller. Der Preis wird alle drei Jahre verliehen. Ab 2015 wird der Preis in Höhe von zunächst 2.500 Euro durch bürgerschaftliches Engagement getragen und von einer Werkschau begleitet. Weitere Preisträger sind 2015 Greser & Lenz und 2018 F. W. Bernstein alias Fritz Weigle. 2021 ging der Preis an Franziska Becker. 2024 wurde er, mit 5.000 Euro dotiert, an Klaus Stuttmann verliehen.

## Bronzestatue von Ludwig Emil Grimm
2014 wurde mit Förderung des Betreiberehepaars eine lebensgroße Bronzestatue von Grimm vor dem Hotel „Zum Riesen“ in Hanau aufgestellt. Anlass ist ein Aufenthalt Grimms in diesem Hotel anlässlich des Silvesterballs 1819, an welchen er sich mit folgenden Worten erinnert: „Vor Neujahr wurde ich von Forstassessor Balde nach Hanau eingeladen, wo ich Karl Blum fand und den Geheimen Rat Leonardi von München. Wir brachten den Silvesterabend im „Riesen“ auf einem Ball zu, wo die Damen weit schöner als in Frankfurt waren, dazu sehr schön gewachsen“. Entworfen und gebaut wurde die Figur von dem Hanauer Künstler Joerg Eyfferth, der damit als Maler bildhauerisch tätig wurde. Ludwig Emil Grimm sitzt, im Stile des Biedermeiers gekleidet, mit Frack, geknotetem Halstuch und Zylinder auf einer Granitbank. Er scheint den Betrachter konzentriert zu fixieren, um ihn in seinem Skizzenbuch festzuhalten. Schaut man ihm über die Schulter, findet man einen Auszug seiner Lebenserinnerungen auf dem Blatte notiert.

## Werke in öffentlichen Sammlungen
- Schloss Bad Homburg
- Goethe-Museum, Düsseldorf
- Wartburgstiftung, Eisenach
- Brüder Grimm-Museum, Kassel
- Neue Galerie: Maria mit dem schlafenden Jesusknaben und Heiligen, 1824
- Neue Galerie, Münster

## Veröffentlichungen
- Radierte Blätter nach der Natur, München 1818.
- Kurze Lebensbeschreibung einer merkwürdigen und liebevollen Sau, gezeichnet in Ihringshausen, 1849 (Digitalisat).
- Reisetagebuch in Bildern, 1850.
- Carlemann u. Ideken, 28 Kinderzeichnungen. Hrsg. von Karl Vötterle. Mit einem Geleitwort von Wilhelm Praesent, Bärenreiter, Kassel 1945.
- Erinnerungen aus meinem Leben: Mit 34 Bildnissen, 5 Abbildungen und einer Kartenskizze sowie einem Verzeichnis von Grimms Werk, mit Briefen von Jacob, Wilhelm, Ferdinand und Ludwig Grimm und anderen Beiträgen zur Familiengeschichte. Hrsg. und ergänzt von Adolf Stoll. Hesse & Becker, Leipzig 1911 (Digitalisat Universitätsbibliothek Leipzig).
- Briefe. 2 Bde. Hrsg. von Egbert Koolman, Elwert, Marburg 1985.
- Ingrid Koszinowski, Vera Leuschner: Ludwig Emil Grimm. 1790–1863. Maler, Zeichner, Radierer. Ausstellung Kassel, Museum Fridericianum, 1.6.–15.9.1985. Hanau, Schloss Steinheim, 16.11.–15.12.1985, Hitzeroth, Marburg 1989, ISBN 3-925944-90-7.
- Lebenserinnerungen des Malerbruders. Hrsg. von Heiner Boehncke und Hans Sarkowicz. Begleitet von Albert Schindehütte, Berlin: AB – Die Andere Bibliothek 2015, ISBN 978-3-8477-0016-6.